# حمد مبارک العطیه
حمد مبارک العطیه (انگلیسی: Hamad Mubarak Al-Attiya؛ زادهٔ ۲۲ اوت ۱۹۷۲) بازیکن فوتبال اهل قطر بود.
وی همچنین در تیم ملی فوتبال قطر بازی کرده‌است.